# Canal de Pinyana
El Canal de Pinyana o Canal de Lleida és una infraestructura hidràulica de la comarca del Segrià i la Llitera. La seua àrea regable (13.891 ha) comprèn els municipis de Castellonroi (on pren l'aigua del Pantà de Santa Anna), Alfarràs, Almenar, Alguaire, Vilanova de Segrià, Corbins, Rosselló, Torrefarrera, Alpicat, Lleida, Alcarràs i Torres de Segre.
És el canal de regadiu més antic de Catalunya i també proporciona aigua potable a més de 150.000 habitants de la comarca. El repartidor d'aquesta aigua, ubicat al municipi de Castellonroi, s'anomena casa de Lleida o casa de l'Aigua.

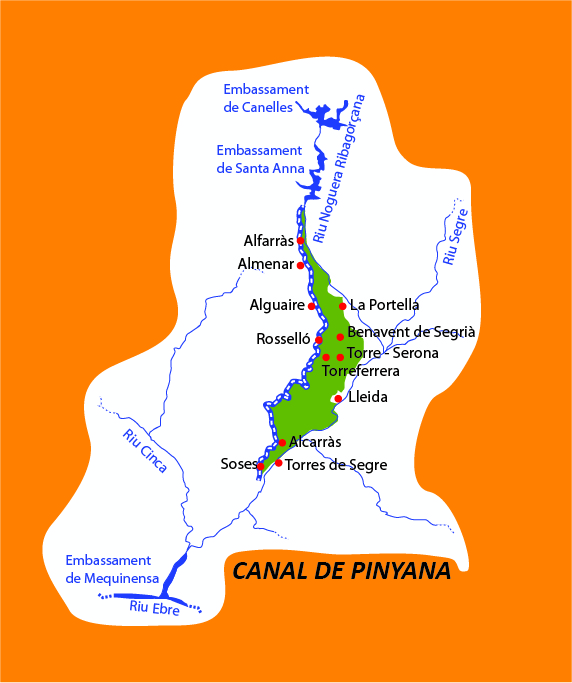
Canal de Pinyana

## Història
El canal de regadiu més antic de Catalunya es començà a construir l'any 1147, moment en què el Comte de Barcelona Ramon Berenguer IV per tal d'afavorir al repoblament de les terres a l'entorn d'Almenar, recentment conquerida, permeté la construcció d'una séquia, que posteriorment s'estengué fins a Lleida. Element estratègic per al desenvolupament medieval de la ciutat, la Paeria de Lleida n'assumí el control l'any 1229 fins a l'any 1758, moment en què es creà la junta de Sequiatge (1794-1951). Va servir per omplir el Dipòsit del Pla de l'Aigua fins que aquest va quedar fora de servei.